# Bondi (cognome)
Bondi è un cognome di lingua italiana.

## Varianti
Il cognome non presenta varianti.

## Origine e diffusione
Cognome tipicamente settentrionale, è presente prevalentemente in Lombardia e Veneto.
Potrebbe derivare da un'aferesi del nome Abbondio, risultando quindi variante del cognome Abbondanza, oppure essere una variante del cognome Bondì, a sua volta variante di Bongiorno.

## Persone
- Federico Bondi – regista, montatore e sceneggiatore italiano
- Giorgio Bondi – politico italiano
- Giovanni Bondi – oratore italiano